# Rio Celeste
O rio Celeste é um rio que se encontra no cantão de Guatuso na província de Alajuela, na Costa Rica. Encontra-se dentro do Parque Nacional Vulcão Tenorio.
A fauna que podemos encontrar na região é de saínos, veados de gola branca, manigordos e aves.